# Orazio Vecchi
Orazio Tiberio Vecchi (pokřtěn 6. prosince 1550 Modena – 19. února 1605 Modena) byl italský pozdně renesanční hudební skladatel a kapelník.
Byl vychován v benediktinském klášteře sv. Petra v Modeně a stal se duchovním, jeho učitelem hudby byl mnich Salvatore Essenga. Nejdříve působil jako učitel hudby v Modeně, pak od roku 1581 jako kapelník při dómu v Salò, několik let poté převzal stejnou funkci při katedrále v Modeně. Po dvou letech však tuto funkci ztratil, protože se bez vědomí nadřízených ucházel o místo v Reggio nell’Emilia. Pak několik let působil v Correggiu, kde hodně komponoval, a roku 1593 se opět vrátil na původní místo kapelníka do Modeny. V roce 1598 ho vévoda Cesare d'Este najal jako dvorního kapelníka a v této funkci ho roku 1600 doprovázel do Říma a Florencie, kde vyslechl ranou operu Euridice, již zkomponoval Jacopo Peri. Poté se vrátil k práci v modenské katedrále, tu však roku 1604 následkem intriky opět ztratil, a to možná přispělo k jeho předčasné smrti.
Vecchi byl úspěšný skladatel světské i duchovní hudby. Tvořil písně, mše a další hudbu, nejslavnější Vecchiho kompozicí je madrigalová komedie L'Amfiparnaso (premiéra 1594, vydáno 1597). Byl mistrem zvukomalby i výrazného vokálního stylu.